# Glisolles
Glisolles és un municipi francès situat al departament de l'Eure i a la regió de Normandia. L'any 2007 tenia 874 habitants.

## Demografia

### Població
El 2007 la població de fet de Glisolles era de 874 persones. Hi havia 344 famílies, de les quals 72 eren unipersonals (48 homes vivint sols i 24 dones vivint soles), 124 parelles sense fills, 132 parelles amb fills i 16 famílies monoparentals amb fills.
La població ha evolucionat segons el següent gràfic:
Habitants censats

### Habitatges
El 2007 hi havia 370 habitatges, 341 eren l'habitatge principal de la família, 25 eren segones residències i 3 estaven desocupats. 356 eren cases i 9 eren apartaments. Dels 341 habitatges principals, 290 estaven ocupats pels seus propietaris, 46 estaven llogats i ocupats pels llogaters i 5 estaven cedits a títol gratuït; 2 tenien una cambra, 20 en tenien dues, 37 en tenien tres, 89 en tenien quatre i 193 en tenien cinc o més. 267 habitatges disposaven pel capbaix d'una plaça de pàrquing. A 120 habitatges hi havia un automòbil i a 205 n'hi havia dos o més.

### Piràmide de població
La piràmide de població per edats i sexe el 2009 era:
| Homes | Edats   | Dones |
| ----- | ------- | ----- |
| 4     | 95 o +  | 0     |
| 0     | 90 a 94 | 0     |
| 0     | 85 a 89 | 8     |
| 0     | 80 a 84 | 4     |
| 8     | 75 a 79 | 12    |
| 8     | 70 a 74 | 16    |
| 4     | 65 a 69 | 16    |
| 8     | 60 a 64 | 16    |
| 16    | 55 a 59 | 20    |
| 16    | 50 a 54 | 20    |
| 64    | 45 a 49 | 32    |
| 44    | 40 a 44 | 56    |
| 36    | 35 a 39 | 32    |
| 32    | 30 a 34 | 28    |
| 16    | 25 a 29 | 20    |
| 20    | 20 a 24 | 40    |
| 28    | 15 a 19 | 44    |
| 40    | 10 a 14 | 44    |
| 20    | 5 a 9   | 36    |
| 12    | 0 a 4   | 28    |

## Economia
El 2007 la població en edat de treballar era de 638 persones, 494 eren actives i 144 eren inactives. De les 494 persones actives 455 estaven ocupades (239 homes i 216 dones) i 39 estaven aturades (22 homes i 17 dones). De les 144 persones inactives 57 estaven jubilades, 55 estaven estudiant i 32 estaven classificades com a «altres inactius».

### Ingressos
El 2009 a Glisolles hi havia 322 unitats fiscals que integraven 870,5 persones, la mediana anual d'ingressos fiscals per persona era de 21.645 €.

### Activitats econòmiques
Dels 20 establiments que hi havia el 2007, 3 eren d'empreses de fabricació d'altres productes industrials, 4 d'empreses de construcció, 2 d'empreses de comerç i reparació d'automòbils, 1 d'una empresa de transport, 2 d'empreses d'hostatgeria i restauració, 1 d'una empresa d'informació i comunicació, 1 d'una empresa financera, 5 d'empreses de serveis i 1 d'una empresa classificada com a «altres activitats de serveis».
Dels 6 establiments de servei als particulars que hi havia el 2009, 1 era un paleta, 1 guixaire pintor, 2 lampisteries, 1 perruqueria i 1 restaurant.
L'any 2000 a Glisolles hi havia 8 explotacions agrícoles.

## Equipaments sanitaris i escolars
El 2009 hi havia una escola elemental integrada dins d'un grup escolar amb les comunes properes formant una escola dispersa.

## Poblacions més properes
El següent diagrama mostra les poblacions més properes.